# Premjer-Liga 2012/13
Het seizoen 2012/13 van de Premjer-Liga was het 21ste seizoen in de hoogste Russische voetbalcompetitie sinds de oprichting van de Premjer-Liga. Aan de competitie deden 16 clubteams mee.
De Russische competitie liep dit seizoen voor het eerst gelijktijdig met de grote Europese competities. CSKA Moskou behaalde de elfde landstitel uit de clubgeschiedenis. Bovendien won de club uit de hoofdstad ook de beker. Mordovia Saransk en Alania Vladikavkaz degradeerden rechtstreeks. Krylja Sovetov Samara en Rostov werden veroordeeld tot de nacompetitie.
CSKA legde de basis voor het kampioenschap in de eerste seizoenshelft, toen de ploeg van trainer Leonid Sloetski veertien van de negentien wedstrijden won. Zo ging de club de lange winterstop in, die drie maanden duurde. Aanvankelijk zette CSKA de goede reeks voort na de drie maanden durende winterpauze, want de eerste vier duels na de onderbreking werden alle gewonnen. Daarna sloeg de kampioensstress enigszins toe bij CSKA. Slechts twee van de laatste zeven wedstrijden werden gewonnen. Uiteindelijk bleek de opgebouwde voorsprong echter genoeg om de landstitel veilig te stellen. Dat gebeurde één speelronde voor het einde, dankzij een 0-0 gelijkspel thuis tegen FK Koeban Krasnodar.
Guus Hiddink was dit seizoen hoofdcoach bij Anzji Machatsjkala, waarmee hij op de derde plaats eindigde en de Russische beker won. Hij werd bijgestaan door assistenten Ton du Chatinier en Željko Petrović.
Royston Drenthe was dit seizoen de succesvolste Nederlander in de hoogste afdeling. Hij scoorde in de wedstrijd tegen Mordovia Saransk een hattrick, waardoor hij in zes wedstrijden totaal drie doelpunten maakte. Gianluca Nijholt kwam tien wedstrijden uit voor FK Amkar Perm, terwijl Demy de Zeeuw tot zijn vertrek naar RSC Anderlecht twaalf duels speelde voor Spartak Moskou. Otman Bakkal (Dinamo Moskou) en Romeo Castelen (Volga) kwamen nauwelijks in actie.

## Teams
| Club                  | Plaats            | Stadion            | Cap    |
| --------------------- | ----------------- | ------------------ | ------ |
| Alania Vladikavkaz    | Vladikavkaz       | Spartak Stadion    | 32.464 |
| Amkar Perm            | Perm              | Zvezda Stadion     | 20.000 |
| Anzji Machatsjkala    | Machatsjkala      | Dinamostadion      | 15.200 |
| CSKA Moskou           | Moskou            | Dinamostadion      | 36.540 |
| Dinamo Moskou         | Moskou            | Arena Chimki       | 18.636 |
| Krasnodar             | Krasnodar         | Koeban Stadion     | 35.200 |
| Krylja Sovetov Samara | Samara            | Metalloerg-stadion | 33.220 |
| FK Koeban Krasnodar   | Krasnodar         | Koeban Stadion     | 32.000 |
| Lokomotiv Moskou      | Moskou            | Lokomotivstadion   | 28.800 |
| Mordovia Saransk      | Saransk           | Start Stadion      | 7.400  |
| Rostov                | Rostov aan de Don | Olimp 2 Stadion    | 17.600 |
| Roebin Kazan          | Kazan             | Tsentralnystadion  | 30.133 |
| Spartak Moskou        | Moskou            | Loezjniki          | 78.360 |
| Terek Grozny          | Grozny            | Achmad Arena       | 30.000 |
| Volga                 | Nizjni Novgorod   | Poljotstadion      | 17.856 |
| Zenit Sint-Petersburg | Sint-Petersburg   | Petrovski-stadion  | 21.750 |

## Eindstand
| №  | Club                  | WG | W  | G | V  | DV | DT | +/– | Punten |
| -- | --------------------- | -- | -- | - | -- | -- | -- | --- | ------ |
|    | CSKA Moskou           | 30 | 20 | 4 | 6  | 49 | 25 | +24 | 64     |
| 2  | Zenit Sint-Petersburg | 30 | 18 | 8 | 4  | 53 | 25 | +28 | 62     |
| 3  | Anzji Machatsjkala    | 30 | 15 | 8 | 7  | 45 | 34 | +11 | 53     |
| 4  | Spartak Moskou        | 30 | 15 | 6 | 9  | 51 | 39 | +12 | 51     |
| 5  | Koeban Krasnodar      | 30 | 14 | 9 | 7  | 48 | 28 | +20 | 51     |
| 6  | Roebin Kazan          | 30 | 15 | 5 | 10 | 39 | 27 | +12 | 50     |
| 7  | Terek Grozny          | 30 | 14 | 6 | 10 | 38 | 40 | –2  | 48     |
| 8  | Dinamo Moskou         | 30 | 14 | 6 | 10 | 41 | 34 | +7  | 48     |
| 9  | Lokomotiv Moskou      | 30 | 12 | 7 | 11 | 39 | 36 | +3  | 43     |
| 10 | Krasnodar             | 30 | 12 | 6 | 12 | 45 | 39 | +6  | 42     |
| 11 | Amkar Perm            | 30 | 7  | 8 | 15 | 34 | 51 | –17 | 29     |
| 12 | Volga Nizjni Novgorod | 30 | 7  | 8 | 15 | 28 | 46 | –18 | 29     |
| 13 | Rostov                | 30 | 7  | 8 | 15 | 30 | 41 | –11 | 29     |
| 14 | Krylja Sovetov Samara | 30 | 7  | 7 | 16 | 31 | 52 | –21 | 28     |
| 15 | Mordovia Saransk      | 30 | 5  | 5 | 20 | 30 | 57 | –27 | 20     |
| 16 | Alania Vladikavkaz    | 30 | 4  | 7 | 19 | 26 | 53 | –27 | 19     |

| Kleur | Kwalificatie voor                                                     |
| ----- | --------------------------------------------------------------------- |
|       | Champions League, groepsfase                                          |
|       | 3e kwalificatieronde UEFA Champions League                            |
|       | Verliezend finalist Russische voetbalbeker; Europa League, groepsfase |
|       | Europa League, play-off ronde                                         |
|       | Europa League, 3e voorronde                                           |
|       | Europa League, 2e voorronde                                           |
|       | Promotie/degradatie                                                   |
|       | Degradatie naar de FNL                                                |

## Statistieken

### Topscorers
- In onderstaand overzicht zijn alleen de spelers opgenomen met tien of meer treffers achter hun naam.

| №  | Naam                | Club                          | Goals | Pen. | Duels | Gem. |
| -- | ------------------- | ----------------------------- | ----- | ---- | ----- | ---- |
| 1  | Joera Movsisjan     | FK Krasnodar / Spartak Moskou | 13    | 1    | 21    | 0,62 |
| 2  | Wanderson do Carmo  | FK Krasnodar                  | 13    | 0    | 22    | 0,59 |
| 3  | Lacina Traoré       | Anzhi Makhachkala             | 12    | 0    | 24    | 0,50 |
| 4  | Ahmed Musa          | CSKA Moskou                   | 11    | 0    | 28    | 0,39 |
| 5  | Ruslan Mukhametshin | Mordovia Saransk              | 11    | 2    | 30    | 0,33 |
| 6  | Aleksandr Kokorin   | Dinamo Moskou                 | 10    | 0    | 22    | 0,45 |
| 7  | Aleksandr Kerzjakov | Zenit St. Petersburg          | 10    | 3    | 23    | 0,43 |
| 8  | Samuel Eto'o        | Anzhi Makhachkala             | 10    | 0    | 25    | 0,40 |
| 8  | Dame N'Doye         | Lokomotiv Moskou              | 10    | 1    | 25    | 0,40 |
| 10 | Kevin Kurányi       | Dinamo Moskou                 | 10    | 0    | 27    | 0,37 |

### Assists
- In onderstaand overzicht zijn alleen de spelers opgenomen met negen of meer assists achter hun naam.

| № | Speler           | Club              | Assists | Duels | Gem. |
| - | ---------------- | ----------------- | ------- | ----- | ---- |
| 1 | Joãozinho        | FK Krasnodar      | 16      | 30    | 0,53 |
| 2 | Aleksey Ionov    | Koeban Krasnodar  | 12      | 30    | 0,40 |
| 3 | Mbark Boussoufa  | Anzhi Makhachkala | 10      | 26    | 0,38 |
| 4 | Balázs Dzsudzsák | Dinamo Moskou     | 10      | 27    | 0,37 |

### Meeste speelminuten
Bijgaand een overzicht van de spelers die in het seizoen 2012/13 in alle 30 competitieduels in actie kwamen voor hun club, van de eerste tot en met de laatste minuut.
| Naam              | Club             | Duels | Min.  | Werd in het veld gebracht | Werd van het veld gehaald |
| ----------------- | ---------------- | ----- | ----- | ------------------------- | ------------------------- |
| Aleksandr Belenov | Koeban Krasnodar | 30    | 2.700 | 0                         | 0                         |

### Toeschouwers
| №      | Club                  | Totaal    | Gem.   | Duels | +/–    | Record |
| ------ | --------------------- | --------- | ------ | ----- | ------ | ------ |
| 1      | FK Koeban Krasnodar   |           | 20.934 | 15    | +0,7%  | 31.743 |
| 2      | FK Terek Grozny       |           | 19.505 | 15    | +36,9% | 28.102 |
| 3      | Anzji Machatsjkala    |           | 17.927 | 15    | +24,0% | 29.500 |
| 4      | Spartak Moskou        |           | 17.612 | 15    | −14,3% | 54.228 |
| 5      | Zenit Sint-Petersburg |           | 16.916 | 15    | −14,1% | 21.107 |
| 6      | CSKA Moskou           |           | 14.931 | 15    | +9,1%  | 67.740 |
| 7      | Krylja Sovetov Samara |           | 13.699 | 15    | −5,9%  | 26.345 |
| 8      | Alania Vladikavkaz    |           | 13.473 | 15    | +17,4% | 28.500 |
| 9      | Lokomotiv Moskou      |           | 12.862 | 15    | −12,0% | 27.269 |
| 10     | FK Krasnodar          |           | 11.127 | 15    | +25,7% | 24.400 |
| 11     | FK Rostov             |           | 10.111 | 15    | +20,4% | 15.830 |
| 12     | FK Rubin Kazan        |           | 10.103 | 15    | −36,9% | 21.407 |
| 13     | FK Amkar Perm         |           | 9.623  | 15    | +4,0%  | 16.500 |
| 14     | Dinamo Moskou         |           | 7.516  | 15    | −26,3% | 16.284 |
| 15     | Volga Nizjni Novgorod |           | 7.507  | 15    | −5,0%  | 13.500 |
| 16     | FK Mordovia Saransk   |           | 7.032  | 15    | +34,9% | 12.200 |
| Totaal | Totaal                | 3.163.178 | 13.180 | 240   | +2,1%  | 67.740 |

### Scheidsrechters
| Naam                 | Geboren    | Duels | Kreeg geel | Kreeg voor de tweede keer geel en dus rood | Weggestuurd |
| -------------------- | ---------- | ----- | ---------- | ------------------------------------------ | ----------- |
| Vladislav Bezborodov | 15.01.1973 | 22    | 100        | 4                                          | 0           |
| Aleksandr Egorov     | 30.08.1972 | 21    | 88         | 1                                          | 7           |
| Sergej Karasjov      | 12.06.1979 | 21    | 88         | 5                                          | 5           |
| Aleksej Nikolajev    | 01.08.1971 | 21    | 68         | 1                                          | 2           |
| Aleksej Jeskov       | 07.09.1978 | 20    | 75         | 5                                          | 4           |
| Timur Arslanbekov    | 14.05.1976 | 18    | 53         | 4                                          | 2           |
| Sergey Lapochkin     | 28.04.1981 | 18    | 79         | 2                                          | 4           |
| Maksim Layushkin     | 22.08.1972 | 16    | 66         | 2                                          | 2           |
| Vladimir Kazmenko    | 27.09.1975 | 15    | 59         | 4                                          | 1           |
| Vitali Mesjkov       | 04.08.1983 | 12    | 47         | 1                                          | 2           |
| Sergey Ivanov        | 05.06.1984 | 11    | 42         | 0                                          | 7           |
| Michail Vilkov       | 10.07.1979 | 10    | 55         | 4                                          | 4           |
| Eduard Maliy         | 24.05.1969 | 8     | 52         | 1                                          | 3           |
| Igor Nizovtsev       |            | 7     | 27         | 0                                          | 0           |
| Vasiliy Kazartsev    |            | 6     | 25         | 0                                          | 2           |
| Sergey Kuznetsov     | 11.07.1978 | 6     | 36         | 2                                          | 0           |
| Evgeniy Turbin       | 10.09.1979 | 4     | 26         | 0                                          | 0           |
| Sergey Kostevich     | 17.11.1986 | 3     | 5          | 1                                          | 0           |
| Alexey Matyunin      | 16.03.1982 | 1     | 2          | 0                                          | 0           |
| Totaal               | Totaal     | 240   | 993        | 37                                         | 45          |

### Nederlanders
Het betreft hier de Nederlanders die minuten hebben gemaakt in het seizoen 2012/13 in de Premjer-Liga. 

#### Spelers
| Naam              | Club               | Minuten | Wedstrijden | Doelpunten | Assists |
| ----------------- | ------------------ | ------- | ----------- | ---------- | ------- |
| Demy de Zeeuw (*) | Spartak Moskou     | 731'    | 12          | 0          | 0       |
| Gianluca Nijholt  | Amkar Perm         | 590'    | 10          | 0          | 0       |
| Royston Drenthe   | Alania Vladikavkaz | 540'    | 6           | 3          | 0       |
| Otman Bakkal      | Dinamo Moskou      | 7'      | 4           | 0          | 0       |
| Romeo Castelen    | Volga              | 38'     | 2           | 0          | 0       |

(*) De volgende spelers zijn inmddels niet meer actief in de Premjer-Liga 2012/13

#### Trainers
| Naam         | Club               |
| ------------ | ------------------ |
| Guus Hiddink | Anzji Machatsjkala |

## Prijzen

### Team van het Jaar
- Verkozen door het Russische sportdagblad Sport-Express.

| Doel                                          |
| Igor Akinfejev (CSKA Moskou)                  |
| Verdediging                                   |
| Dmitri Kombarov (Spartak Moskou)              |
| Sergej Ignasjevitsj (CSKA Moskou)             |
| Vasili Berezoetski (CSKA Moskou)              |
| Aleksandr Anjoekov (FK Zenit Sint-Petersburg) |
| Middenveld                                    |
| Joeri Zjirkov (Anzji Machatsjkala)            |
| Vladimir Bystrov (FK Zenit Sint-Petersburg)   |
| Rasmus Elm (CSKA Moskou)                      |
| Keisuke Honda (CSKA Moskou)                   |
| Aanval                                        |
| Samuel Eto'o (Anzji Machatsjkala)             |
| Aleksandr Kokorin (Dinamo Moskou)             |

### Individuele onderscheidingen

#### Sport-Express
- Speler van het Jaar:

 Samuel Eto'o (Anzji Machatsjkala)
- Beste Veteraan (+ 33 jaar):

 Konstantin Zyrjanov (Dinamo Moskou)
- Beste Jeugdspeler (– 23 jaar):

 Aleksandr Kokorin (Dinamo Moskou)
- Beste Junior (– 20 jaar):

 Mikhail Markin (FK Mordovia Saransk)
- Beste Nieuwkomer:

 Rasmus Elm (CSKA Moskou)
- Beste Buitenlander:

 Samuel Eto'o (Anzji Machatsjkala)
- Beste Tussentijdse Nieuwkomer:

 Vágner Love (CSKA Moskou)